# Attempt to Kill
Attempt to Kill (übersetzt „Versuch zu töten“) ist ein britischer Kriminalfilm von Royston Morley aus dem Jahr 1961. Produziert wurde er von der Filmgesellschaft Merton Park Studios. Das Drehbuch stammt von dem Drehbuchautor Richard Harris (* 1934) und baut auf dem Roman The Lone House Mystery von Edgar Wallace auf. Der Film war einer der ersten Teile der Edgar Wallace Mysteries, einer Serie von 47 Edgar-Wallace-Verfilmungen der Merton Park Studios zwischen 1960 und 1965; in Deutschland wurde er nie gezeigt.

## Handlung
Der Geschäftsmann Frank Weyman entgeht nur knapp einem Mordanschlag und beauftragt Detective Minter mit der Aufklärung des Falles. Dieser findet gleich mehrere Verdächtige, die mit dem Vorfall in Verbindung stehen könnten. Dabei handelt es sich um Weymans Frau, die eifersüchtig auf dessen Sekretärin und Geliebte Elisabeth Gray ist. Diese wurde von ihm in seinem Testament berücksichtigt und hat dadurch ebenfalls ein Motiv. Hinzu kommen Fraser, ein ehemaliger Angestellter Weymans, sowie der ehemalige Geschäftspartner Elliott, der von Weyman übervorteilt und finanziell ruiniert wurde. Auch Gerry Hamilton, ein in Elisabeth Gray verliebter Garagenbesitzer, spielt eine Rolle. Während der Ermittlungen wird Fraser ermordet, und Minter erkennt, dass Gray und Hamilton ein Gangsterpaar sind, die Weyman bereits seit einiger Zeit ausnehmen.

## Kritiken
Joachim Kramp und Jürgen Wehnert zitieren in ihrem Das Edgar Wallace Lexikon von 2004 eine Kritik des Monthly Film Bulletin von 1961 zum Film. Diese schreibt, dass „Derek Farrs Darstellungskunst und die Drehorte an der Themse die einzigen Vorzüge dieses unoriginellen Edgar-Wallace-Thrillers“ sind.

## Belege
1. ↑  Richard Harris bei der Internet Movie Database. Abgerufen am 25. Juni 2020.
2. ↑  
„Attempt to Kill (Film).“ In: Joachim Kramp, Jürgen Wehnert: Das Edgar Wallace Lexikon. Leben, Werk, Filme. Es ist unmöglich, von Edgar Wallace nicht gefesselt zu sein! Verlag Schwarzkopf & Schwarzkopf, Berlin 2004; S. 27–28. ISBN 3-89602-508-2.
3. ↑  
Kritik vom Monthly Film Bulletin vom Oktober 1961, zitiert nach „Attempt to Kill (Film).“ In: Joachim Kramp, Jürgen Wehnert: Das Edgar Wallace Lexikon. Leben, Werk, Filme. Es ist unmöglich, von Edgar Wallace nicht gefesselt zu sein! Verlag Schwarzkopf & Schwarzkopf, Berlin 2004; S. 27–28. ISBN 3-89602-508-2.